# Mrakiella
Mrakiella är ett släkte av svampar. Mrakiella ingår i ordningen Cystofilobasidiales, klassen Tremellomycetes, divisionen basidiesvampar och riket svampar.
|           | Cyfstofilobasidiaceae                                                         |
|           |                                                                               |
| Mrakiella | \| \| Mrakiella niccombsii \| \| \| \| \| \| Mrakiella cryoconiti \| \| \| \| |
|           | \| \| Mrakiella niccombsii \| \| \| \| \| \| Mrakiella cryoconiti \| \| \| \| |
|           | Mrakiella niccombsii                                                          |
|           |                                                                               |
|           | Mrakiella cryoconiti                                                          |
|           |                                                                               |

|  | Mrakiella niccombsii |
|  |                      |
|  | Mrakiella cryoconiti |
|  |                      |